# 小林一美
小林 一美（こばやし かずみ、男性、1937年 - ）は、中国史学者、神奈川大学名誉教授。
長野県生まれ。1969年東京教育大学大学院文学研究科博士課程単位取得退学。75年名城大学助教授、86年神奈川大学外国語学部教授。2005年退職。中国近代史、特に義和団の乱について研究。

## 著 書
- 『義和団戦争と明治国家』汲古書院、1986.9.
- 『清朝末期の戦乱』新人物往来社、1992.12. 中国史叢書
- 『わが心の家郷、わが心の旅 一中国史研究者の思い出の記』汲古書院、2006.12.
- 『中華世界の国家と民衆』汲古書院、2008.8. 汲古叢書

共著
- 『中国と日本 未来と歴史の対話への招待』村井寛志、張翔、大里浩秋共著 御茶の水書房 2011.2. 神奈川大学入門テキストシリーズ

## 翻訳
- 『大唐帝国の女性たち』高世瑜 任明共訳. 岩波書店、1999.5.

## 参考
- 小林一美; 岡島千幸; 神奈川大学人文学会『ユートピアへの想像力と運動 : 歴史とユートピア思想の研究』御茶の水書房、2001年。ISBN 4275018753。
- 小島晋治「小林一美君の中国史研究について」『人文研究 : 神奈川大学人文学会誌』第157巻、2005年、1-6頁、NAID 110004997212。